# Seegräben
Seegräben je obec v kantonu Curych ve Švýcarsku. Žije zde  obyvatel.

## Geografie
Politická obec Seegräben zahrnuje místní části (vesnice) Seegräben, Aathal, Ottenhausen ZH, Steinberg, Aretshalden, Wagenburg a Sack. Nachází se přímo na jihozápadním konci jezera Pfäffikersee v mírně zvlněné krajině.
Podél břehu jezera se táhne řada rozsáhlých rákosin, které jsou součástí celostátně chráněné rekreační oblasti kolem jezera. Z rozlohy obce je 49,9 % využíváno zemědělsky, 15,5 % pokrývají lesy, 5,3 % slouží dopravě, 10,4 % tvoří sídelní plochy a 10,4 % vodní plochy.

## Historie

### Nejstarší historie

Letecký pohled na Aathal (1919)

O raném osídlení svědčí naleziště z doby železné a bronzové v Heidenburgu, halštatská mohyla v Höckleru a římské sídliště u Ottenhausenu. V roce 1219 udělil Lütold V. z Regensbergu statky v Seegräbenu, Aathalu a Sacku klášteru Rüti; obec je tak zmiňována jako Segrebre. Vrchnostenské a nižší dvory těchto vesnic připadly v roce 1408 spolu s panstvím Grüningen k Curychu. Ottenhausen a Wagenburg připadly k Curychu s panstvím Kyburg v roce 1424; tvořily samostatnou jurisdikci. V období Staré švýcarské konfederace patřily jednotlivé vesnice k panstvím Grüningen, Kyburg a Greifensee.
Kostel v Seegräben odkázal Lütold V. z Regensbergu v roce 1219 klášteru Rüti (inkorporace v roce 1221). S reformací převzal v roce 1525 správu nad klášterem Curych. Od roku 1532 se o kostel staral převážně Gossau a od roku 1621 Wetzikon. V roce 1855 se Seegräben stal farností, ale farní svazek s Wetzikonem zůstal zachován až do roku 1991. Současný kostel v jednoduchém historizujícím stylu byl postaven v roce 1885.
V roce 1798 byla vytvořena farnost Seegräben, která do roku 1814 patřila k okresu Uster, poté k okresu Grüningen a nakonec v roce 1831 k okresu Hinwil. V 19. století vytvořily Seegräben, Sack a Ottenhausen vlastní civilní farnosti. V roce 1874 byly Ottenhausen a Wagenburg vyčleněny z obce Pfäffikon a přiřazeny k Seegräbenu. Od 18. století byla obec postupně industrializována; ke konci 18. století bylo asi 50 % obyvatel zaměstnáno v textilní domácké výrobě.

## Obyvatelstvo
| Rok            | 1738 | 1836 | 1850 | 1900 | 1950 | 2000 |
| Počet obyvatel | 151  | 484  | 379  | 780  | 819  | 1279 |

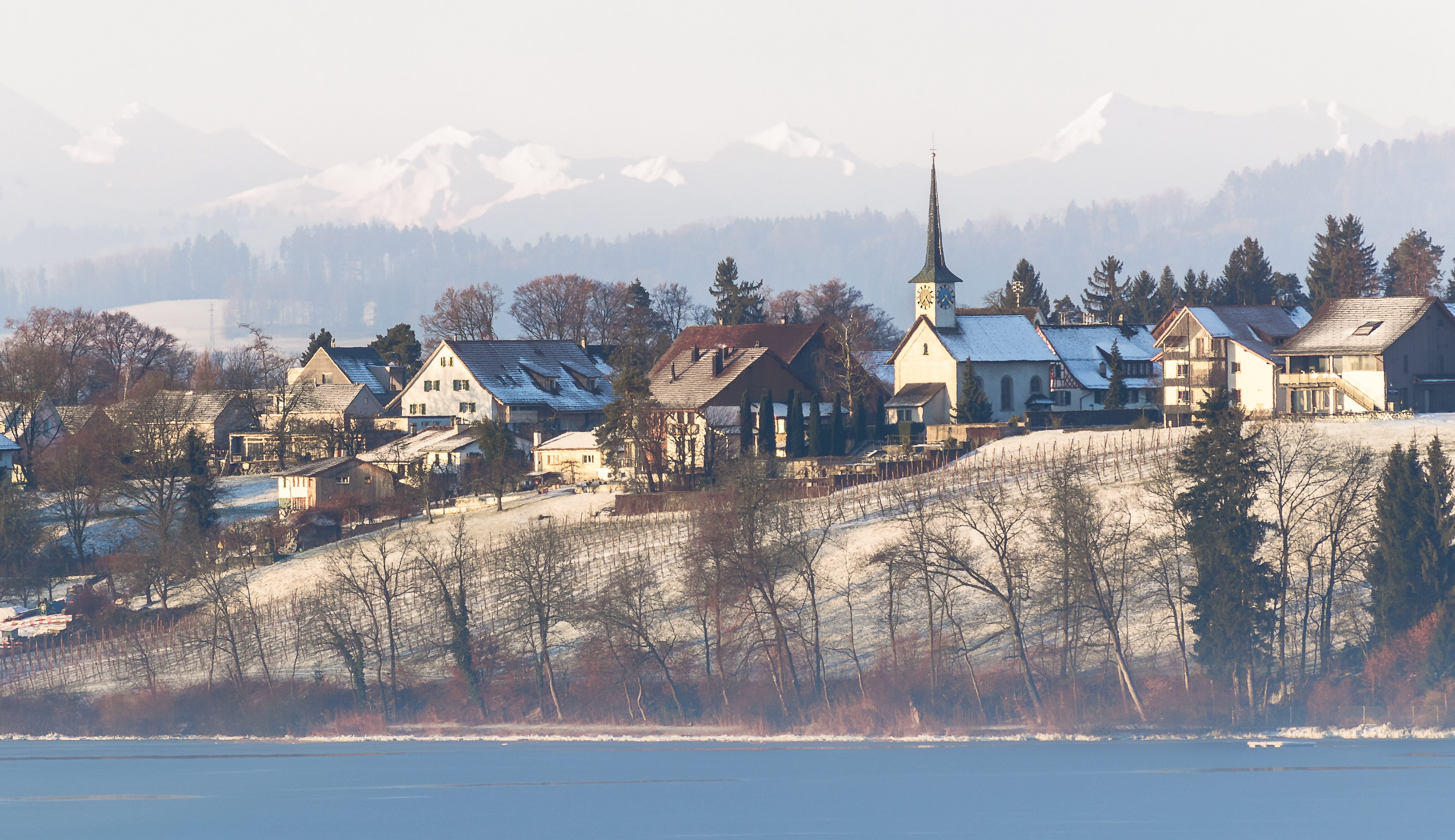
Pohled na centrum obce s kostelem

K 31. prosinci 2024 se 36,48 % obyvatel hlásilo k evangelické reformované církvi a 16,10 % k římskokatolické církvi.

## Hospodářství a doprava
V 19. století znamenal textilní průmysl v oblasti Aathal hospodářský rozmach. Během této doby se obec změnila ze zemědělské vesnice na významné průmyslové centrum. Zemědělství se stalo méně důležitým než průmyslová výroba.
Dnes je obec ceněna především jako rezidenční obec s dobrým dopravním napojením na železniční síť a kantonální silniční síť do Curychu. Curyšská S-Bahn obsluhuje stanici Aathal linkou S14.